# هاینتس مولر

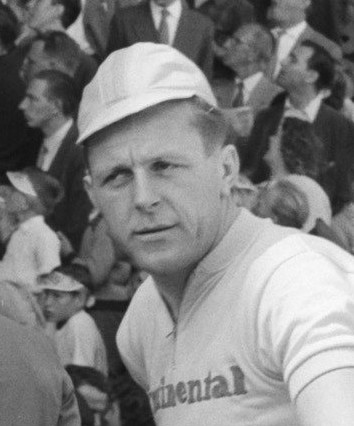
تصویری از هانتس مولر

هاینتس مولر (انگلیسی: Heinz Müller; ۱۶ سپتامبر ۱۹۲۴ – ۲۵ سپتامبر ۱۹۷۵) دوچرخه‌سوار اهل آلمان بود.
وی در مسابقات کشوری و بین‌المللی در مجموع برندهٔ ۱ مدال طلا شده‌است.